# Fin (de la segunda parte)
Fin (de la segunda parte) fou el darrer àlbum compilatori i en directe de la banda espanyola Los Piratas, publicat l'any 2004 per Warner Music Group coincidint amb la dissolució de la banda.
El disc va incloure el concert enregistrat a la sala madrilenya de La Riviera que van realitzar el 24 d'octubre de 2003, un dels darrers concerts que van realitzar i quatre mesos abans d'anunciar la seva dissolució. El van presentar en doble format: un CD amb 16 cançons més un DVD amb 13 cançons, i un DVD d'edició especial amb el concert complet que inclou 25 caçons i un documenta sobre la història de la banda, titulat «El mapa de Piratas». En el concert van comptar amb la col·laboració d'altres artistes i amics com per exemple Amaral, El Drogas de Barricada i Enrique Bunbury.

## Llista de cançons
Totes les cançons foren escrites i compostes per Los Piratas. 
| Núm.          | Títol                                | Durada |
| ------------- | ------------------------------------ | ------ |
| 1.            | «Intro/Búnker»                       | 3:40   |
| 2.            | «Hoy por ayer»                       | 4:07   |
| 3.            | «Filofobia»                          | 3:56   |
| 4.            | «M»                                  | 3:35   |
| 5.            | «Años 80» (amb Amaral)               | 3:50   |
| 6.            | «Disimular»                          | 4:01   |
| 7.            | «Mi matadero clandestino»            | 3:52   |
| 8.            | «Teching» (amb Bunbury)              | 7:11   |
| 9.            | «El equilibrio es imposible»         | 4:04   |
| 10.           | «Inevitable»                         | 3:06   |
| 11.           | «Te echaré de menos» (amb El Drogas) | 3:47   |
| 12.           | «Promesas que no valen nada»         | 4:26   |
| 13.           | «Fecha caducada»                     | 5:26   |
| 14.           | «Mi coco»                            | 4:43   |
| 15.           | «Reiniciar»                          | 7:24   |
| 16.           | «My Way»                             | 3:56   |
| Durada total: | Durada total:                        | 71:04  |

| 1.  | «Intro/Búnker»               |  |
| 2.  | «Hoy por ayer»               |  |
| 3.  | «Filofobia»                  |  |
| 4.  | «M»                          |  |
| 5.  | «Años 80»                    |  |
| 6.  | «Mi matadero clandestino»    |  |
| 7.  | «Teching»                    |  |
| 8.  | «El equilibrio es imposible» |  |
| 9.  | «Inevitable»                 |  |
| 10. | «Te echaré de menos»         |  |
| 11. | «Promesas que no valen nada» |  |
| 12. | «Fecha caducada»             |  |
| 13. | «Mi coco»                    |  |